# Theodor Pakheiser
Johann Paul Theodor Pakheiser (* 6. Januar 1898 in Mannheim; † 2. Dezember 1969 in München) war ein deutscher Dermatologe, Rassenhygieniker und NS-Gesundheitsfunktionär in Baden.

## Leben
Pakheiser nahm als Sanitätssoldat durchgehend am Ersten Weltkrieg teil. Nach Kriegsende absolvierte er ein Studium der Medizin und wurde 1922 an der Universität Heidelberg zum Dr. med. promoviert. Im selben Jahr erhielt er seine Approbation. Danach war er als Assistenzarzt an der Heidelberger Hautklinik beschäftigt und praktizierte von 1925 bis 1933 als Facharzt für Hautleiden in Heidelberg.
Pakheiser, der von 1920 bis 1924 der DVP angehörte, trat zum 1. November 1930 der NSDAP bei (Mitgliedsnummer 357.240) und wurde Mitglied im NS-Ärztebund. Ab 1930 gehörte er der SS an (SS-Nummer 6.601), bei der er 1937 bis zum Obersturmbannführer aufstieg.
Nach der Machtübergabe an die Nationalsozialisten wurde Pakheiser 1933 in Baden Staatskommissar für Gesundheitswesen und mit der Leitung der Gesundheitsabteilung im Badischen Innenministerium beauftragt. Sein Dienstsitz war Karlsruhe. In dieser Funktion setzte er das Gesetz zur Verhütung erbkranken Nachwuchses um, das im Zuge der Zwangssterilisierungen insbesondere in Baden Anwendung fand. Ab 1934 hielt er als Honorarprofessor Vorlesungen zur Rassenhygiene an der Universität Heidelberg. In selbiger Funktion lehrte er auf Weisung des badischen Kultusministers Otto Wacker (Erlass 3656) auch an der Universität Freiburg im Breisgau. Er wurde 1934 zum Obermedizinalrat und im Jahr darauf zum Ministerialrat befördert. Ab 1934 leitete er das Gauamt für Volksgesundheit in Baden. Zudem war er Gauobmann beziehungsweise Referent der Reichsärztekammer. Er wechselte 1936 nach München, wo er als Reichshauptstellenleiter am Hauptamt für Volksgesundheit tätig wurde. Er gehörte dem Stab des Stellvertreters des Führers an. Von 1937 bis 1945 war er wissenschaftlicher Leiter am Deutschen Hygiene-Museum in Dresden. Während des Zweiten Weltkrieges war er ab 1943 als Lazarettarzt bei der Waffen-SS eingesetzt.
Nach Kriegsende befand er sich bis 1948 in alliierter Internierung. Er nahm seinen Wohnsitz in München und stellte 1955 einen Kriegsgefangenenentschädigungsantrag.
Johann Paul Theodor war das jüngste Kind von Paul und Mathilde Pakheiser, geb. Pfeiffer. Seine Geschwister waren Mathilde Bertha (geb. 1890), Mathilde Paula (geb. 1891) und Paul Theodor (geb. 1893).